# Buduburam
Buduburam is een vluchtelingenkamp in de Ghanese regio Central. Er verblijven hoofdzakelijk vluchtelingen afkomstig uit Liberia. Het kamp ligt in het oosten van de regio, dicht bij de grens met de regio Greater Accra. De hoofdstad van het land, Accra, ligt 44 kilometer ten oosten van Buduburam.

## Verkeer
Buduburam ligt aan de National Road 1, die evenwijdig aan de Ghanese kust in oost-westelijke richting verloopt.

## Geschiedenis
Het vluchtelingenkamp werd door de UNHCR aangelegd in 1990 gedurende de Eerste Liberiaanse Burgeroorlog, die van 1989 tot 1996 woedde. Van tevoren was er al een kleine dorpje op deze plek. Een tweede stroom vluchtelingen kwam naar Buduburam tijdens de Tweede Liberiaanse Burgeroorlog (1999-2003) en vanwege de Sierra Leoonse Burgeroorlog (1999-2001). Het bevolkingsaantal bedroeg in het jaar 2000 18.713 mensen.
De UNHCR droeg in 2007 de vluchtelingen op om terug te keren naar het moederland, omdat in Liberia inmiddels weer vrede was. Ook de plaatsvervangende Minister voor Informatie van Ghana riep de vluchtelingen op, om naar het geboorteland terug te keren of te verhuizen naar een andere plaats in Ghana. Ten gevolge hiervan verlieten sinds het einde van de burgeroorlog in Liberia ruim 18.000 vluchtelingen Buduburam om terug te keren naar Liberia. Veel inwoners echter, die in het kamp geboren waren besloten te blijven, zodat het inwoneraantal van Buduburam verder steeg.

## Bevolkingsontwikkeling
| Telling  | Census 1970 | Census 1984 | Census 2000 | Census 2010 |
| -------- | ----------- | ----------- | ----------- | ----------- |
| Inwoners | 380         | 40          | 18.713      | 50.516      |

## Geboren
Het is de geboorteplaats van Bayern München-speler Alphonso Davies en AZ-speler Ibrahim Sadiq.